# Kokumin Dōshikai
El Kokumin Dōshikai (国民同志会?) fue un partido político en Japón que existió a finales de la era Taisho y comienzos de la era Showa.

## Historia
El partido fue establecido el 23 de abril de 1924 por ocho miembros de la Dieta Nacional, e inicialmente fue nombrado Jitsugyō Dōshikai (実業同志会?   «Club de los Hombres de Negocios Pensativos»). Dirigido por Muto Sanji, sus miembros eran hombres de negocios que apoyaban las políticas de libre mercado.
En las elecciones de 1928, las primeras celebradas bajo sufragio universal masculino, el partido se redujo a cuatro escaños, y la mayor parte de su apoyo provino de áreas urbanas. En abril de 1929 pasó a llamarse Kokumin Doshikai y ganó seis escaños en las elecciones de 1930, pero se disolvió el 24 de enero de 1932.